# Jezioro Chodzieskie
Jezioro Chodzieskie, Jezioro Miejskie – jezioro w woj. wielkopolskim, w pow. chodzieskim, w gminie Chodzież, leżące na terenie Doliny Środkowej Noteci.

## Charakterystyka
Charakteryzuje się dość regularną linią brzegową, ma owalny kształt. Nad wschodnim brzegiem znajduje się kąpielisko strzeżone oraz wypożyczalnie sprzętu pływającego.
Przez jezioro przepływa rzeka Bolemka, która łączy jezioro z jeziorem Karczewnik i dalej z Notecią. Bolemka ma źródło w lesie w okolicach ul. Świętokrzyskiej oraz Rów Konstantynowski. 
W pobliżu jeziora przebiega droga krajowa nr 11 oraz droga wojewódzka nr 191.

## Dane morfometryczne
Powierzchnia zwierciadła wody według różnych źródeł wynosi od 104,38 ha przez 112,5 ha do 115,6 ha.
Zwierciadło wody położone jest na wysokości 54,2 m n.p.m. lub 54,3 m n.p.m.. Średnia głębokość jeziora wynosi 3,0 m lub 3,1 m, natomiast głębokość maksymalna 6,7 m.
W oparciu o badania przeprowadzone w 2005 roku wody jeziora zaliczono do wód pozaklasowych i poza kategorią podatności na degradację.

## Hydronimia
Według urzędowego spisu opracowanego przez Komisję Nazw Miejscowości i Obiektów Fizjograficznych (KNMiOF) nazwa tego jeziora to Jezioro Chodzieskie. W różnych publikacjach i na mapach topograficznych jezioro podawana jest także jako druga nazwa Jezioro Miejskie.

## Sport
Na wodach jeziora rozgrywane są mistrzostwa w sportach motorowodnych oraz regaty żeglarskie. W czerwcu 2021 rozegrano tam mistrzostwa Europy klas O-500 oraz O-250.